# 新界區專線小巴39線
新界區專線小巴39線，由合安專線小巴營辦，來往公庵及元朗鳳翔路，途經公庵路（公庵村、白沙村、木橋頭村、原築）、馬田路、教育路、合益路等道路，另設有往元朗站的特別班次。雖然運輸署官方路線資料顯示此線以公庵為總站，但小巴牌布卻跟隨招標時的起訖點而顯示「白沙↔元朗」。由於公庵路與僑興路有河道分隔，且行人橋甚多，乘客在準備落車時會通知司機在「橋頭」停車。
新界區專線小巴39A線，由合安專線小巴營辦，循環線來往木橋頭村及元朗商業中心，途經公庵路（木橋頭村及原築）、馬田路、教育路等道路。

## 歷史
- 1984年2月1日：運輸署公開招標11組共20條專綫小巴新路線，此線（白沙↔元朗）為其中之一。[1]
- 1984年8月：39線投入服務，來往公庵及建業街，非繁忙時間經元朗安寧路延長至屏會街。
- 1986年6月1日：往公庵方向繞經合財街及阜財街，[2]亦不再前往屏會街。
- 1990年1月6日：元朗總站遷往鳳翔路。[3]
- 2003年12月7日：總站遷往元朗站。[4]
- 2005年：總站遷回鳳翔路。
- 2009年8月17日：39A線以39的輔助路線形式開辦，循環來往公庵路木橋頭村對面及阜財街。[5]
- 2014年10月5日：39B線投入服務
- 2015年2月7日：39系線進行重組：
  - 39線往公庵方向試行不經合財街及阜財街。
  - 39A線往木橋頭村方向試行不經合財街及阜財街。
  - 39B線併入39線。
  - 所有改動初時試行三個月，[6]最終改為永久實施。[7]
- 2016年5月27日：39S線投入服務，試辦三個月，初期班次為每30分鐘一班，同年6月3日起加密至每15分鐘一班；[8]試辦期結束後一度維持服務，最終低調停辦。
- 2021年10月31日：增加往元朗站特別班次。[9]

## 服務時間及班次
39
- 每日元朗市開：05:20-23:10，5-8分鐘一班
- 每日公庵開：05:35-23:25，5-8分鐘一班

39特別班次
- 星期一至六公庵開：05:40-20:00，15分鐘一班
- 星期一至六元朗站開：06:10-20:00，15分鐘一班
- 星期日及公眾假期公庵開：10:00-18:00，15分鐘一班
- 星期日及公眾假期元朗站開：10:30-18:00，15分鐘一班

39A
- 每日木橋頭村開：07:30-17:00，7-20分鐘一班

## 收費
39
- 全程收費：$6.5
  - 原築往元朗市：$5.4

39A
- 全程收費：$6.5
  - 十八鄉路(原築)往元朗市：$5.4
  - 元朗（阜財街）往十八鄉路：$5.4

| - 此路線大小同價。 - 65歲或以上長者使用長者或個人八達通（包括「樂悠咭」），合資格殘疾人士使用「殘疾人士身份」個人八達通，以及60至64歲香港居民使用「樂悠咭」繳付車資，均可享有每程劃一$2.0的政府長者及合資格殘疾人士公共交通票價優惠計劃。 - 乘客可以現金或八達通卡於上車時付款，不設找贖。 |

## 行車路線
39
- 往元朗鳳翔路途經：公庵路、十八鄉路、元朗體育路、馬田路、教育路、合益路及鳳翔路
- 往白沙途經：鳳翔路、合益路、大棠路、教育路、馬田路、馬棠路、大樹下東路、僑興路及公庵路

39特別班次
- 往元朗鳳翔路途經：公庵路、十八鄉路、元朗體育路、馬田路、馬棠路、鳳翔路及朗日路。
- 往白沙途經：朗日路、青山公路（元朗段）、鳳翔路、馬棠路、馬田路、元朗體育路、十八鄉路、僑興路及公庵路

39A
- 途經：公庵路、十八鄉路、元朗體育路、馬田路、教育路、大棠路、馬棠路、大樹下東路、僑興路及公庵路

上述2線中，綠色字為鄉郊路段，不影響行車安全時沿途皆可上落客。

## 相關事件

### 運輸署調查小巴服務被指「通水」
本線經常出現嚴重脫班和擅改路線情況，同樣經營元朗至白沙的紅色小巴營運者，於2021年9月17日在社交平台，指責運輸署人員在本月一次巡查本線服務表現（包括班次和路線）時「通水」，從而讓本線營辦商預先得知運輸署巡查而「突然」改善服務。運輸署回覆《立場新聞》查詢時承認，曾於9月其中一次巡查時要求營辦商一同實地視察，該次巡查結果顯示整體上有開足班次，但受公庵路交通擠塞影響導致在早上部分時間曾出現班次延誤及數輛小巴同時到站的情況。同時強調其他日子是沒有通知下突擊調查，結果顯示營辦商皆有開足班次，並額外增加三輛小巴行走，表明會繼續進行不同形式的調查以監察營辦商的營運表現。
一個月後，《東方日報》跟進事件，報導有不少白沙居民經常久候本線，等近30分鐘已經家常便飯，導致有居民因此經常遲到而被逼轉工，更有司機故意在總站不開車門，讓乘客久等，而居民多次向運輸署投訴均被冷待。運輸署回覆《東方日報》時表示，由2019年至2021年8月，共收到143宗涉及本線投訴，已向營辦商發警告信，並表示最近調查發現服務有改善，在10月底會增加一輛小巴行走，強調為善用資源及避免不良競爭，現有營辦商一併營運輔助路線較為合適，亦是專線小巴一貫做法。本線負責人曾念國表示脫班原因是受區內交通擠塞影響。